# Alcis dealbata
Alcis dealbata är en fjärilsart som beskrevs av Turati och Ruggero Verity 1911. Alcis dealbata ingår i släktet Alcis och familjen mätare. Inga underarter finns listade i Catalogue of Life.